# Apostolische Präfektur Misurata
Die Apostolische Präfektur Misurata (lat.: Apostolica Praefectura Misuraensis) ist eine in Libyen gelegene römisch-katholische Apostolische Präfektur mit Sitz in Misrata. 

## Geschichte
Papst Pius XII. gründete diese am 22. Juni 1939 aus Gebietsabtretungen des Apostolischen Vikariates Tripolitana.

## Ordinarien

### Apostolische Präfekte von Misurata
- Vitale Bonifacio Bertoli OFM (20. Februar 1948 bis 5. April 1951, Apostolischer Vikar von Tripolis)
- Illuminato Colombo OFM† (20. April 1951–1957, gestorben)
- Guido Attilio Previtali OFM (5. Dezember 1958 bis 26. Juni 1969, dann Apostolischer Vikar von Tripolis)

### Apostolischer Administrator von Misurata
- Guido Attilio Previtali OFM (4. August 1969 bis 3. Mai 1985, zurückgetreten)
  - Sedisvakanz (seit 3. Mai 1985)